# Albert Walther (Maler)
Albert Walther (* 11. Oktober 1880 in Großröhrsdorf;  † nach 1941) war ein deutscher Maler, Kunstkritiker und Direktor der Akademie für Kunst und Gewerbe, der späteren Staatlichen Meisterschule des Deutschen Handwerks in Dresden.

## Leben und Wirken
Walther studierte an der Kunstakademie Dresden bei Oskar Zwintscher und Gotthardt Kuehl, danach bei Fritz Erler in München und war danach als Kunstmaler in Leipzig tätig. Er schuf monumentale Wand- und Landschaftsbilder, Glasbilder für Kirchen sowie figürliche Kompositionen und Bildnisse, die dem damaligen Zeitgeist entsprachen. In der Zeit des Nationalsozialismus bediente er mit seinen Bildern die herrschende Blut- und Boden-Ideologie.
1931 wurde er in Leipzig Führer Kampfbunds für Deutsche Kultur und Referent im städtischen Kulturausschuss. Nach der Machtergreifung der Nationalsozialisten wurden er im Oktober 1933 zum Direktor der Akademie für Kunst und Gewerbe in Dresden unter gleichzeitiger Erteilung eines Lehrauftrages in Zeichnen und Malen. Das Adressbuch wies Walter u. a. 1937 außerdem als Direktor der Kunstgewerbebibliothek und des Kunstgewerbemuseums aus. Seine Zielsetzung der von ihm geleiteten Kunstgewerbeakademie war Weg vom Papier, hin zum praktischen Handwerk!
Auf Vorschlag des Reichsstatthalters Martin Mutschmann wurde Albert 1934 durch den Präsidenten der Reichskammer für Bildende Künste zum Leiter der Landesstelle Sachsen der Reichskammer für Bildende Künste, Sitz Dresden, ernannt. Im gleichen Jahr trug er bereits den Professoren-Titel. Außerdem wurde er 1935 in den Sachverständigenausschuss des Treuhänders der Arbeit berufen. 1936 eröffnete er u. a. die Sächsische Gaukulturwoche.
1938 wurde Walther Ehrenbeamter für Kunst- und Kulturfragen von Dresden.

## Auszeichnungen
- 1930 Sächsischer Staatspreis für sein Selbstporträt

## Werke (Auswahl)
- Unruhig Pferde (Gouache; 1943 auf der Großen Deutschen Kunstausstellung von Albert Speer erworben)[3]
- Auf dem Feld (Gouache; 1943 auf der Großen Deutschen Kunstausstellung)[4]
- Diana (Gouache, 70 × 49,5 cm; 1944 auf der Großen Deutschen Kunstausstellung)
- Urteil des Paris (Gouache, 70 × 49,5 cm; 1944 auf der Großen Deutschen Kunstausstellung)

## Sicher belegte Teilnahme an Ausstellungen in der Zeit des Nationalsozialismus
- 1934: Dresden, Brühlsche Terrasse („Sächsische Kunstausstellung“)
- 1935: Dresden („Dresdner Kunstausstellung mit Sonderschau Kriegsbilder“)
- 1943 und 1944: München, Große Deutsche Kunstausstellung